# Thrinchostoma obscurum
Thrinchostoma obscurum är en biart som beskrevs av Blüthgen 1933. Thrinchostoma obscurum ingår i släktet Thrinchostoma och familjen vägbin. Inga underarter finns listade i Catalogue of Life.